# Geocaching

Internationales Geocaching-Logo

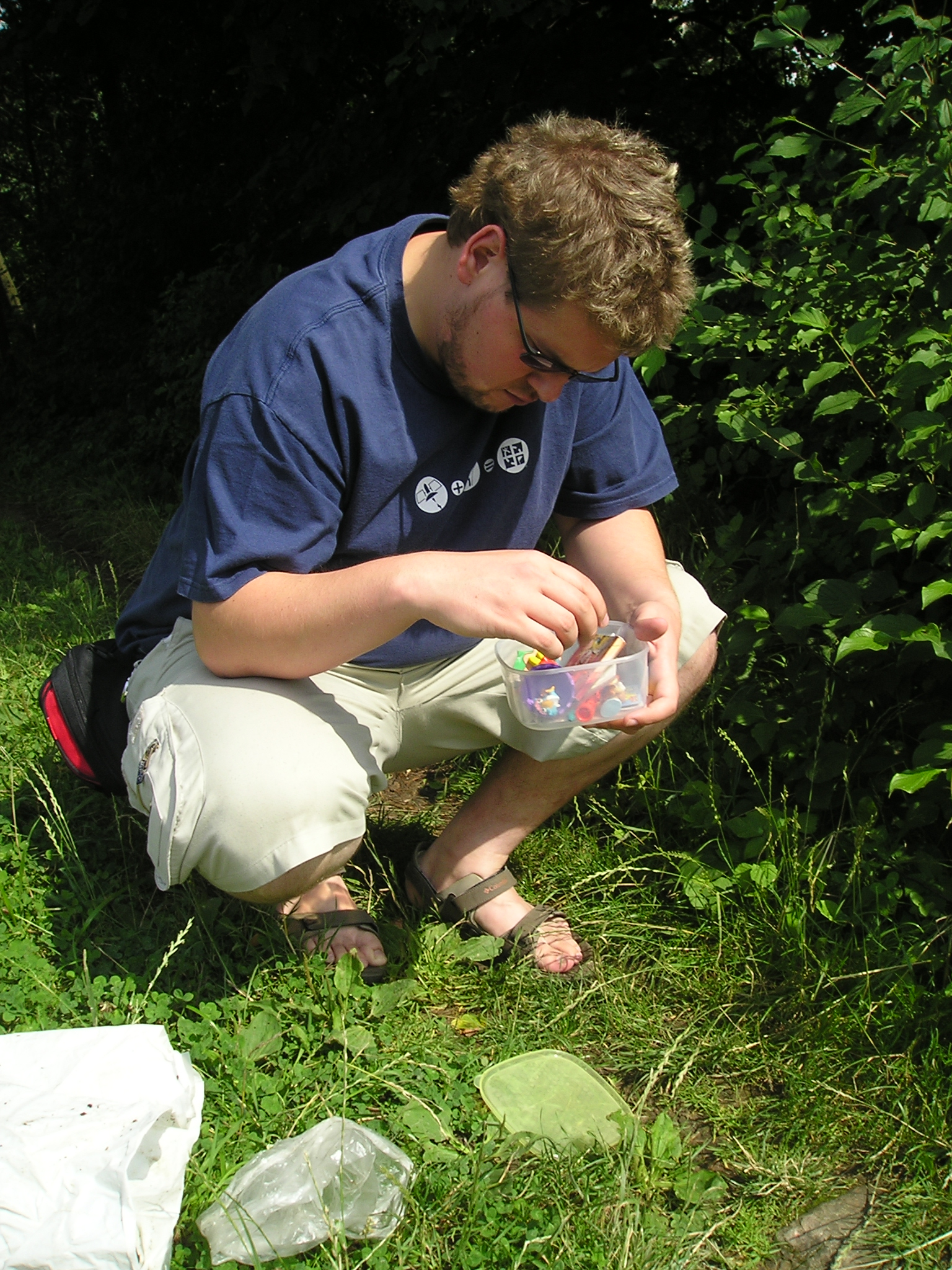
Ein Spieler kurz nach dem Fund eines Geocaches.

Geocaching (englisch ['dʒiːoʊ̯kæʃɪŋ] (anhörenⓘ) oder deutsch ['geːokɛʃɪŋ] (anhörenⓘ), abgeleitet von altgriechisch γῆ gē „Erde“ und englisch cache „Versteck, geheimes Lager“), im deutschsprachigen Raum auch GPS-Schnitzeljagd genannt, ist eine Art Schatzsuche, die sich seit dem Jahr 2000 verbreitet. Die Verstecke („Geocaches“, auf Deutsch ['geːokɛʃɘs] (anhörenⓘ), auf Deutsch kurz „Caches“ [kɛʃəs]) werden anhand geographischer Koordinaten im Internet veröffentlicht und können anschließend mithilfe eines GPS-Empfängers gesucht werden. Mit genauen Landkarten oder über entsprechende Apps auf dem Smartphone ist die Suche alternativ auch ohne separaten GPS-Empfänger möglich.
Ein Geocache ist in der Regel ein wasserdichter Behälter, in dem sich ein Logbuch sowie häufig auch verschiedene kleine Tauschgegenstände befinden. Der Besucher kann sich in ein Logbuch eintragen, um seine erfolgreiche Suche zu dokumentieren. Anschließend wird der Geocache wieder an der Stelle versteckt, an der er zuvor gefunden wurde. Der Fund kann im Internet auf der zugehörigen Seite vermerkt und gegebenenfalls durch Fotos ergänzt werden. So können auch andere Personen – insbesondere der Verstecker oder Owner (englisch für „Eigentümer“) – die Geschehnisse rund um den Geocache verfolgen. Wesentlich beim gesamten Such- und Tauschvorgang ist, dass von anderen anwesenden Personen das Vorhaben nicht erkannt wird und so der Geocache uneingeweihten Personen verborgen bleibt. Im Frühjahr 2019 soll es bereits rund drei Millionen Teilnehmer des abwechslungsreichen Spiels (genannt „Cacher“) in vielen Ländern der Welt geben.

## Geschichte

### Die Anfänge
Geocaching lässt sich auf das deutlich ältere Letterboxing zurückführen, bei dem ebenfalls an verschiedenen Orten Behälter versteckt werden, die dann jedoch meistens ohne GPS-Unterstützung gesucht werden. Die Suche erfolgt anhand von Hinweisen und eines Kompasses. Im Behälter ist jeweils ein spezieller Stempel, mit dem man den Fund in seinem persönlichen Stempelbuch vermerkt. Letterboxing gab es nachweislich bereits 1854 im Dartmoor in Südengland und es ist dort nach wie vor sehr populär.
Seit den 1980ern praktizierten die Nuuksion Metsäsissit (deutsch: Nuuksio Waldguerilla) in der Gegend nordwestlich von Helsinki nur mit Hilfe einer Landkarte und einer Genauigkeit von 10 Metern ebenfalls Schnitzeljagden, bei denen Behälter mit verschiedenem Inhalt versteckt wurden. Anschließend gaben sie die ermittelten Koordinaten an Bekannte, die sich damit auf die Schatzsuche machen konnten. Ab den 1990er Jahren wurde zum ersten Mal das GPS-Signal verwendet, um die Genauigkeit der Koordinaten zu verbessern.

### Beginn der modernen Schnitzeljagd
Die Genauigkeit (Selective Availability) des GPS-Signals wurde erst durch die Abschaltung der künstlichen Verschlechterung für nichtmilitärische Nutzer durch die US-Regierung am 2. Mai 2000 (Blue Switch Day) von ca. 100 Meter auf etwa 10 Meter erhöht und dadurch der Einsatz von GPS-Geräten im privaten Einsatzgebiet praktikabel. Um diese Verbesserung zu feiern, schlug Dave Ulmer am 3. Mai 2000 in der Usenet-Newsgroup sci.geo.satellite-nav unter dem Titel „The Great American GPS Stash Hunt“ vor, ein weltweites Spiel zu starten und an besonderen Orten Behälter mit Tauschobjekten und einem Logbuch zu verstecken. Als Regeln formulierte er „Get some Stuff, Leave some Stuff“ – „Nimm Zeug heraus, hinterlasse Zeug“ und das Führen eines Logbuchs, in dem sich die Finder eintragen und den Tausch von Gegenständen dokumentieren können.

### Der erste Geocache

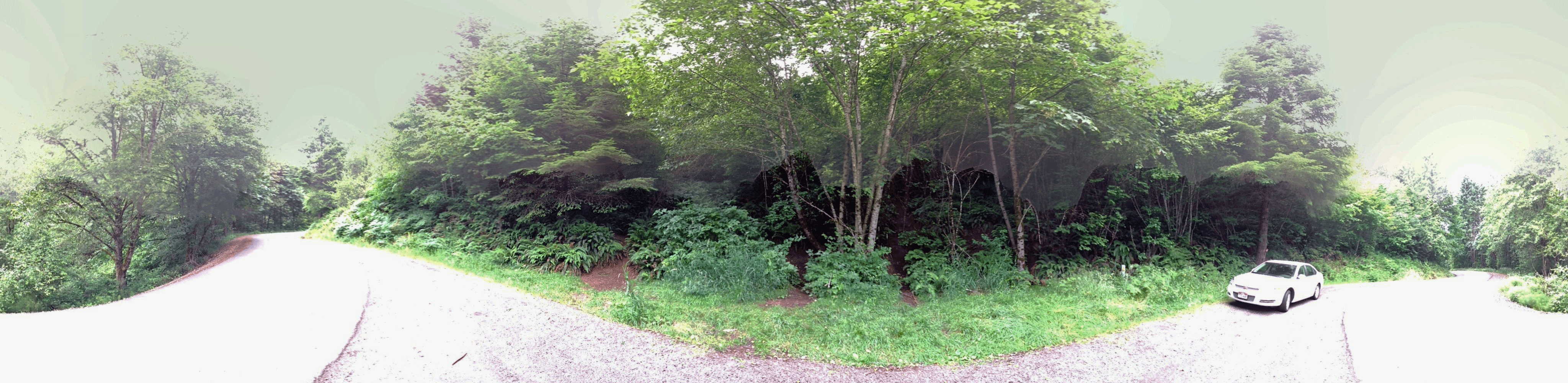
Panorama-Aufnahme der Position des ersten Geocaches

Am 3. Mai 2000 vergrub Ulmer in der Nähe der Stadt Portland im US-Bundesstaat Oregon an der Position 45° 17′ 27,6″ N, 122° 24′ 48″ W einen schwarzen Plastikeimer, in dem er CDs, eine Videokassette, eine Dollarnote, ein Buch, eine Steinschleuder und eine Konservendose mit Bohnen hinterlegte. Anschließend veröffentlichte er die Koordinaten des Verstecks in der Newsgroup. Innerhalb eines Tages nach der Veröffentlichung wurde der Stash (englisch „Geheimversteck“, „geheimes Lager“) als erstes von Mike Teague gefunden. Drei Tage später erstellte dieser eine private Website, auf der er die wachsende Anzahl an Stashes und deren Koordinaten dokumentierte.
Der Original-Stash von Ulmer wurde später stark beschädigt und existiert in der ursprünglichen Form nicht mehr. Zur Erinnerung an diesen wurden 2001 an derselben Stelle ein neuer Geocache und eine Gedenktafel platziert. Während der Vorbereitungen für die Einzementierung der Gedenkplatte wurde vor Ort die alte Konservendose gefunden, die als Tauschgegenstand im ersten Stash gelegen hatte. Mittlerweile wird diese als Travel-Bug bei Geocaching-Events gezeigt.
Am 30. Mai 2000 wurde der Begriff Geocaching zum ersten Mal in einer Newsgroup vorgeschlagen, um negative Assoziationen des Wortes Stash zu vermeiden. Am 2. September 2000 teilte Jeremy Irish in dieser Newsgroup mit, dass er unter der Adresse Geocaching.com eine eigene Website zur Auflistung von Geocaches erstellt hatte. Diese übernahm alle bisherigen Eintragungen von der alten Seite, die Mike Teague aus Zeitgründen nicht weiter aktualisieren konnte.

### Weltweite Verbreitung
Laut der Datenbank des inzwischen größten Geocache-Verzeichnisses Geocaching.com existieren heute weltweit insgesamt über 3 Mio. aktive Geocaches. In fast jedem Staat der Erde gibt es mindestens einen versteckten Geocache. Ausnahmen sind aktuell Nordkorea und Somalia. Der einzig aktive außerhalb der Erde befindet sich auf der internationalen Raumstation (ISS).
In den USA befinden sich mit über 1 Mio. die meisten Geocaches (Stand: September 2017). In Deutschland befinden sich ca. 432.000, in Österreich über 55.000 und in der Schweiz über 38.000 Geocaches. Die wenigsten Geocaches befinden sich in Eritrea, Nauru, Pitcairn und Wallis mit jeweils 1 Stück.
Die größte Geocache-pro-Kopf-Verbreitung hatten im Januar 2007 die nordischen Länder Schweden, Norwegen, Finnland und Dänemark.

#### Deutschland
Der erste Geocache in Deutschland wurde am 2. Oktober 2000 vom Geocacher Ferenc südlich von Berlin in Brandenburg versteckt. Er trug den Namen First Germany und ist mittlerweile archiviert. Mit ca. 61.800 Stück liegen die meisten Geocaches derzeit in Bayern. Die größte Geocache-Dichte beträgt ca. 5,7 Geocaches/km² in Berlin (Stand: Mai 2021). In absoluten Zahlen ist Deutschland das Land mit der höchsten Geocacheanzahl nach den USA.

#### Österreich
Der erste Österreichs wurde am 30. Juni 2001 versteckt und hatte den Namen Austria’s First, auch er ist mittlerweile archiviert (an ihn erinnert heute ein neu veröffentlichter Geocache an denselben Koordinaten). Mit über 14.000 sind die meisten Geocaches in Niederösterreich zu finden; Wien hat mit ca. 2.660 Geocaches die größte Geocache-Dichte von ca. 6,5 Geocaches/km² in Österreich. In Österreich liegen gesamt mehr als 54.400 Geocaches (Stand: September 2021).

#### Schweiz
In der Schweiz befinden sich zurzeit ca. 37.000 Geocaches (Stand: Mai 2021), die meisten davon in den Agglomerationsräumen des Mittellandes und im Bereich der Städte. Der älteste noch aktive Geocache der Schweiz vom 27. Januar 2001 ist Gstaad im Skigebiet Wispile.

## Der Geocache

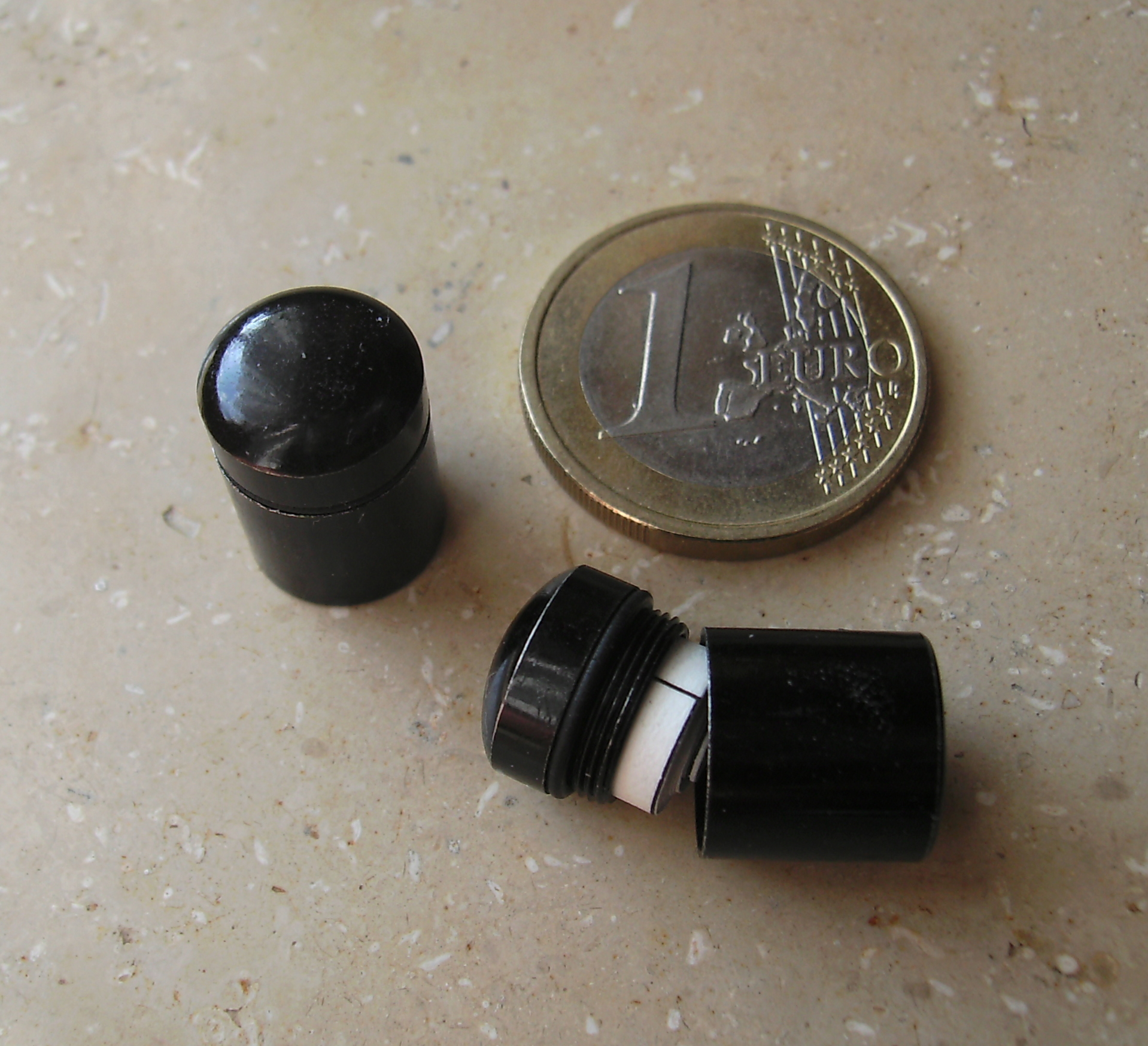
Zwei Geocache-Behälter der Größe Nano

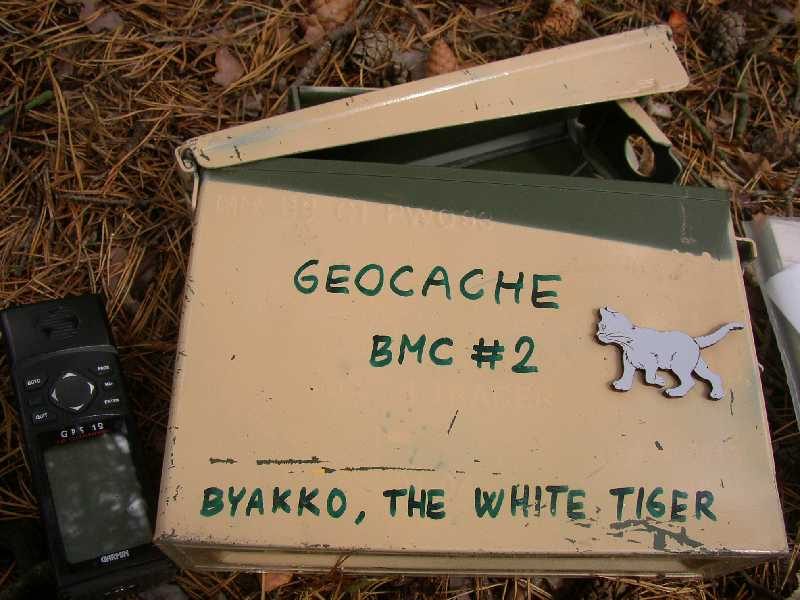
Regular-Geocache mit GPS-Empfänger (links)

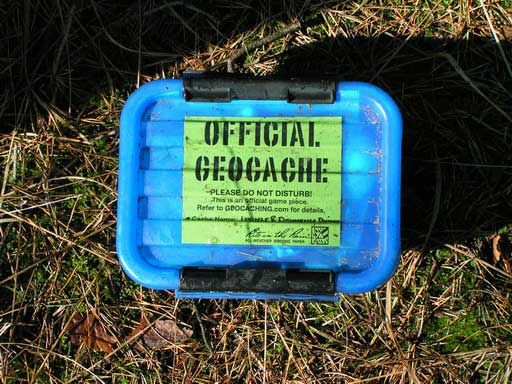
Ein Geocache-Behälter

Bei einem Geocache handelt es sich idealerweise um einen festen, wasserdicht verschließbaren Behälter, der den Inhalt vor äußeren Einflüssen schützen kann. Der Behälter selbst kann unterschiedliche Formen haben, von einer kleinen Filmdose über eine einfache Frischhaltedose aus Plastik bzw. Tupperdose bis hin zur Munitionskiste aus Stahl oder einem versteckten Tresor, dessen Kombination erst herausgefunden werden muss. Oft wird die Größe des Behälters durch den Ort des Verstecks bestimmt. Für die Geocachebehälter hat sich folgende Größeneinteilung etabliert:
NanoWinziger Behälter (in der Regel weniger als 10 Milliliter) der lediglich einen kleinen Zettel als Logbuch enthält. Oft magnetisch, damit er an Denkmälern oder ähnlichem unauffällig versteckt werden kann. Nanos stellen laut Geocaching.com eine Unterform von Mikro-Geocaches dar. Dennoch wählen manche Geocache-Owner für Nanos die Größenbezeichnung „Other“ und geben dann die näheren Details zur Größe im Listing an. Bei opencaching.de ist „Nano“ eine eigenständige Cachegröße.
Micro oder MiniSehr kleine Behälter (weniger als 0,1 Liter), die häufig nur einen Zettel und Stift enthalten. Oft werden Filmdosen oder PET-Rohlinge („PETlinge“) verwendet.
KleinKleine Behälter (zwischen 0,1 und 1 Liter), die neben einem Logbuch noch Platz für kleinere Gegenstände bieten.
NormalGeocache mittlerer Größe (zwischen 1 und 20 Liter), der Platz für mehrere Trackables oder Tauschgegenstände bietet. Behälter dieser Größe können von einem bis zu mehreren Litern Inhalt fassen.
GroßGroße Behälter (mehr als 20 Liter), die ein Maximum an Platz bieten und somit außergewöhnliche Tauschobjekte fassen können.
Der Owner gibt die Größe des Geocaches beim Erstellen des Listings an. Beim Suchen der Geocaches ist es hilfreich zu wissen, welche Größe der Geocache hat, weil sich je nach angegebener Größe etwaige Verstecke ausschließen lassen.

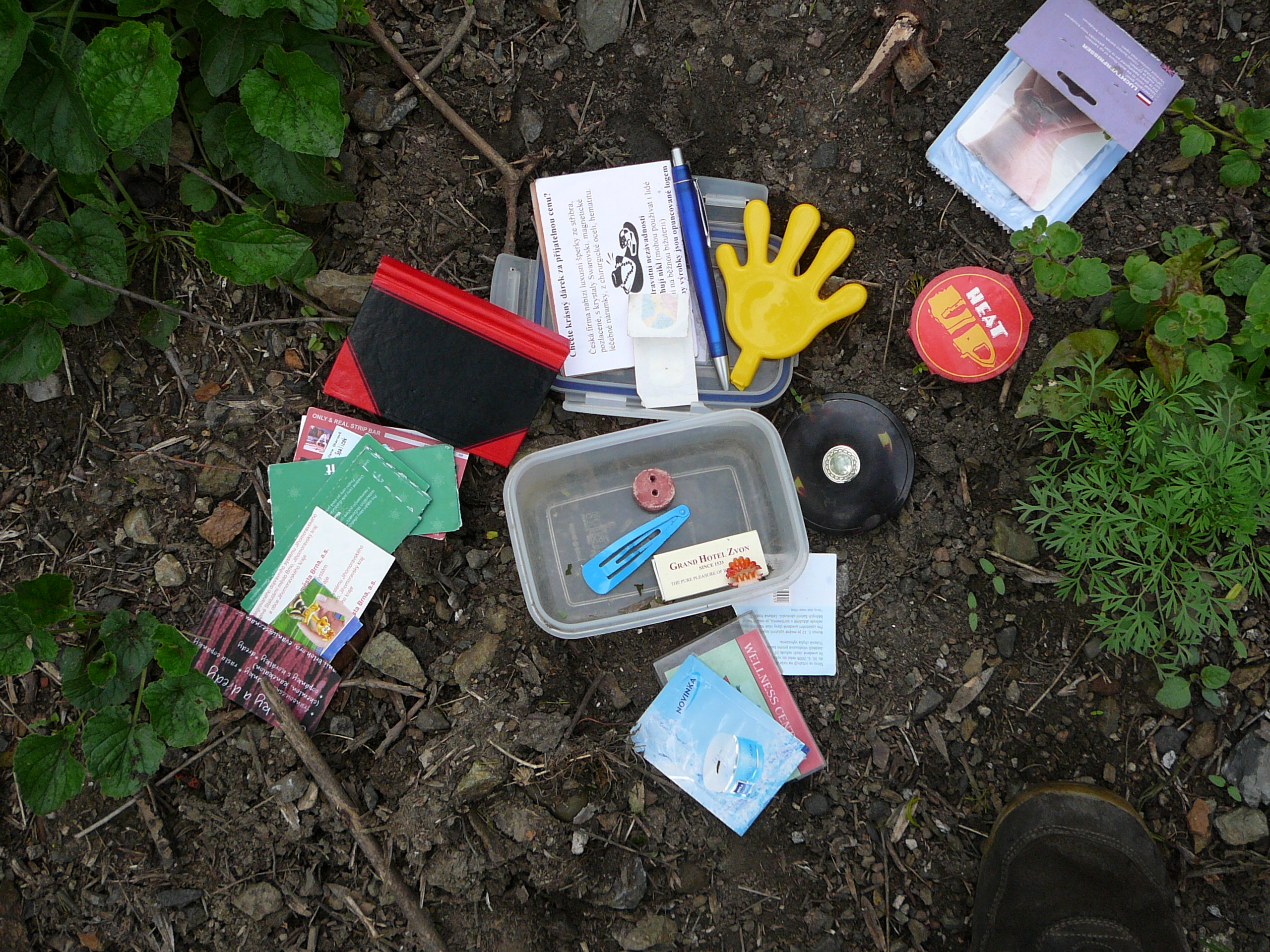
Beispielhafter Geocache-Inhalt

Der Behälter enthält neben dem Logbuch zumeist Tauschgegenstände. Wurde ein Geocache gefunden, kann der Finder einen oder mehrere der enthaltenen Gegenstände entnehmen und zum Tausch etwas anderes dafür hinterlegen. Dieser Tauschhandel (Trading) kann im Logbuch und auf der zugehörigen Internetseite vermerkt werden. Es besteht kein Zwang zum Tauschen; bei manchen Geocaches (beispielsweise der Größe Mikro) besteht aus Platzgründen dafür keine Möglichkeit. Allerdings gilt beim Tauschen immer der Grundsatz Trade up, trade equal, or don’t trade: wenn man überhaupt tauscht, sollen die entnommenen und eingebrachten Gegenstände in einem ähnlichen Wertverhältnis stehen (trade equal), oder der Wert der eingebrachten Gegenstände übersteigt den der entnommenen (trade up). Übersteigt der Wert der entnommenen Gegenstände die der Hinterlassenen deutlich, so wird dies als Downtrade oder Downtrading bezeichnet und ist weitgehend verpönt. Ebenso ist es nicht sinnvoll, Lebensmittel, anderweitig verderbliche Ware oder beispielsweise zeitlich beschränkte Gutscheine zu hinterlassen, da manche Caches nur selten gefunden werden und Lebensmittel Tiere anziehen. Da auch Familien mit Kindern auf „Schatzsuche“ gehen, sind Gegenstände ohne Jugendfreigabe ebenfalls tabu.
Jeder Geocache sollte als Grundausstattung eine Art „Gebrauchsanweisung“ (Stash Note) beinhalten, damit eventuelle Zufallsfinder wissen, worum es sich bei dem Behälter handelt und ihn somit nicht als Müll oder Bedrohung ansehen.

## Trackables

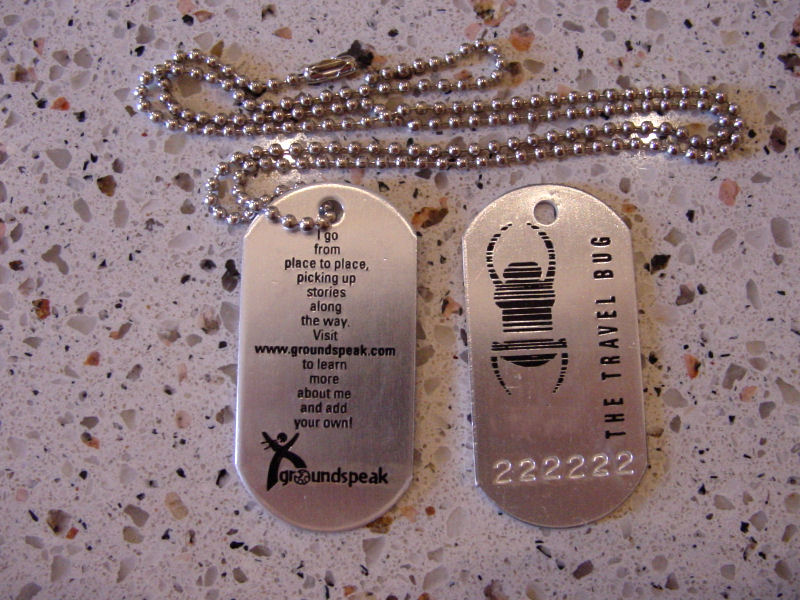
Travel-Bug-Erkennungsmarken mit Nummer

Neben alltäglichen Tauschobjekten gibt es so genannte Trackables. Diese werden von Geocachern von Geocache zu Geocache mitgenommen. Bei Geocaching-Events werden Trackables auch von einem Geocacher zum anderen weitergegeben. Trackables verfolgen meist ein spezielles Ziel. So soll sich ein Trackable beispielsweise nur in einem bestimmten Land aufhalten, ein bestimmtes Ziel erreichen, bevorzugt nur an bestimmten Orten abgelegt werden oder so weit wie möglich reisen.
Anhand der Geocaches, in denen ein Trackable abgelegt wird, wird die Distanz per Luftlinie berechnet, die der Trackable zurückgelegt hat.
Jeder Trackable ist durch eine eindeutige Ziffern- bzw. Zahlen-Kombination identifizierbar.

### Travel-Bug

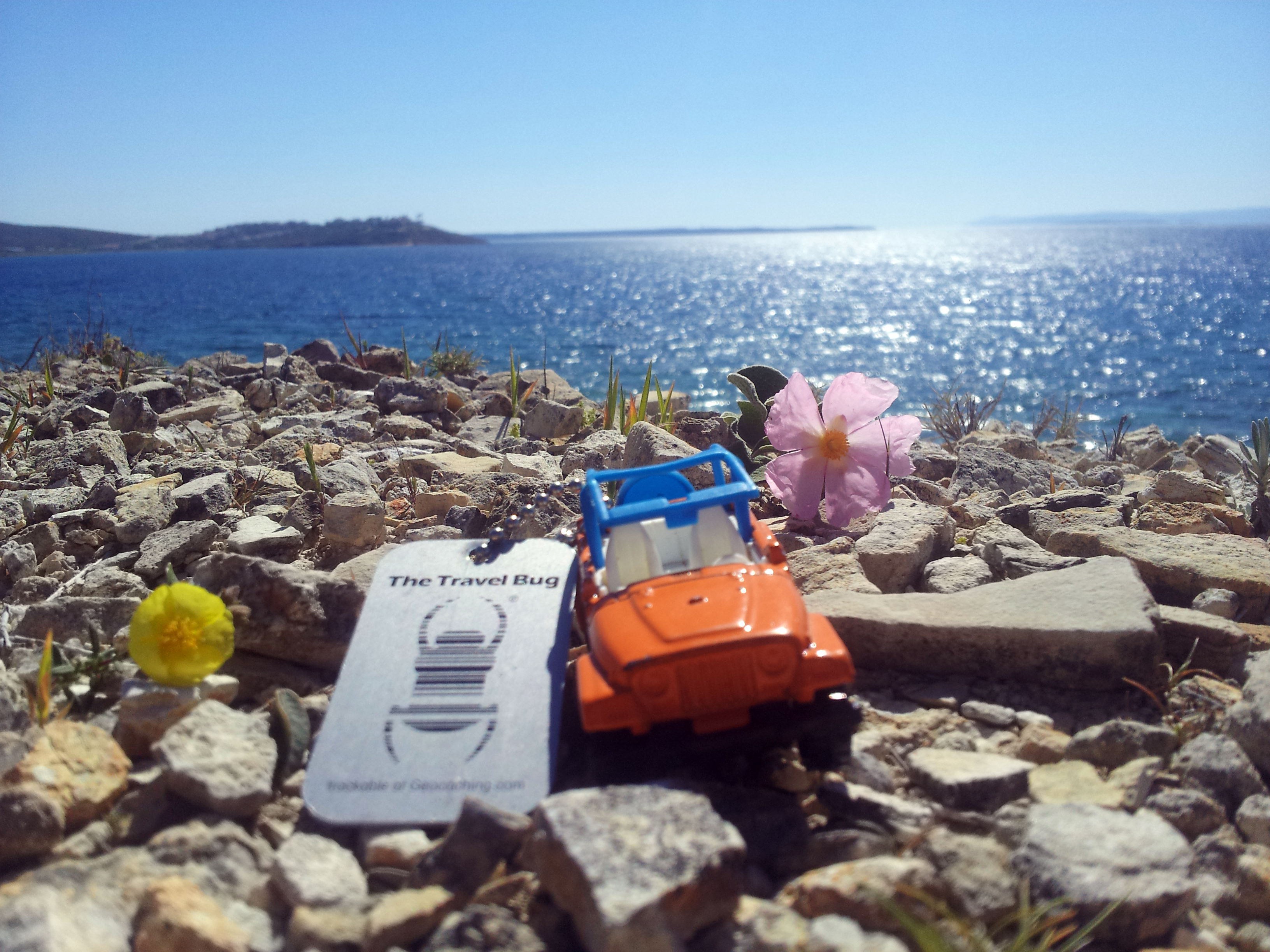
Travel-Bug Jeepster – I love the beach

Der Travel-Bug (von englisch „bitten by the travel bug“ für „vom Reisefieber gepackt“) war die erste Art der Trackables. Die am meisten verbreitete Variante ist ähnlich der Form einer militärischen „Hundemarke“ (Dog Tag). Diese wird vom Owner des Trackables an einen beliebigen Gegenstand gekettet; Travel-Bugs gibt es mittlerweile auch als Aufkleber (beispielsweise für Fahrzeuge) oder als Aufnäher für Kleidungsstücke oder Rucksäcke.

### Geocoins
Geocoins sind Medaillen in unterschiedlichen Größen und Ausführungen. Obwohl Geocoins häufig auch auf die Reise geschickt werden, sind sie überwiegend als Sammlerstücke und Trophäen anzutreffen. Die meisten Geocoins sind im Inventar der Eigentümer und können von anderen Geocachern bei Sichtung, beispielsweise bei Events, mit einem speziellen Logeintrag (Discovered) geloggt werden.
Geocoins sind auch beliebte Geschenke zwischen Geocachern für bestimmte, erreichte Ziele, beispielsweise dem Meilenstein „1000 Geocaching-Funde“ oder zum Geburtstag. Oft sind sie auch persönliche Erinnerungsstücke für die Teilnahme an speziellen Events wie Mega- oder Giga-Events.

### Weitere Varianten
Da Trackables von Geocaching.com nur durch den kostenpflichtigen Erwerb registriert werden können, entstanden auch kostenlose Alternativen wie zum Beispiel Geokretys (von griechisch γη, [geo-] „Erde“ und polnisch -krety für „Maulwurf“), bei denen jeder Nutzer die Identifikationsnummer selbst erstellen kann. Aufgrund der fehlenden Unterstützung durch Geocaching.com sind diese Alternativen jedoch nur gering verbreitet.
In den letzten Jahren ist ein neuer Trend entstanden, das Sammeln von Woodcoins. Dieser Trend verbindet die unentgeltliche Variante der Travelbugs und die umweltfreundliche Version von Geocoins und ist in der osteuropäischen Geocaching-Community weitverbreitet. Ein Beispiel dafür ist die nachfolgende Referenz des Woodcoin-Katalogs.

## Verstecke und Varianten

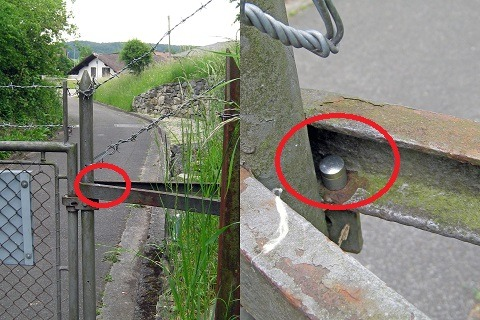
Magnetischer Nano-Cache

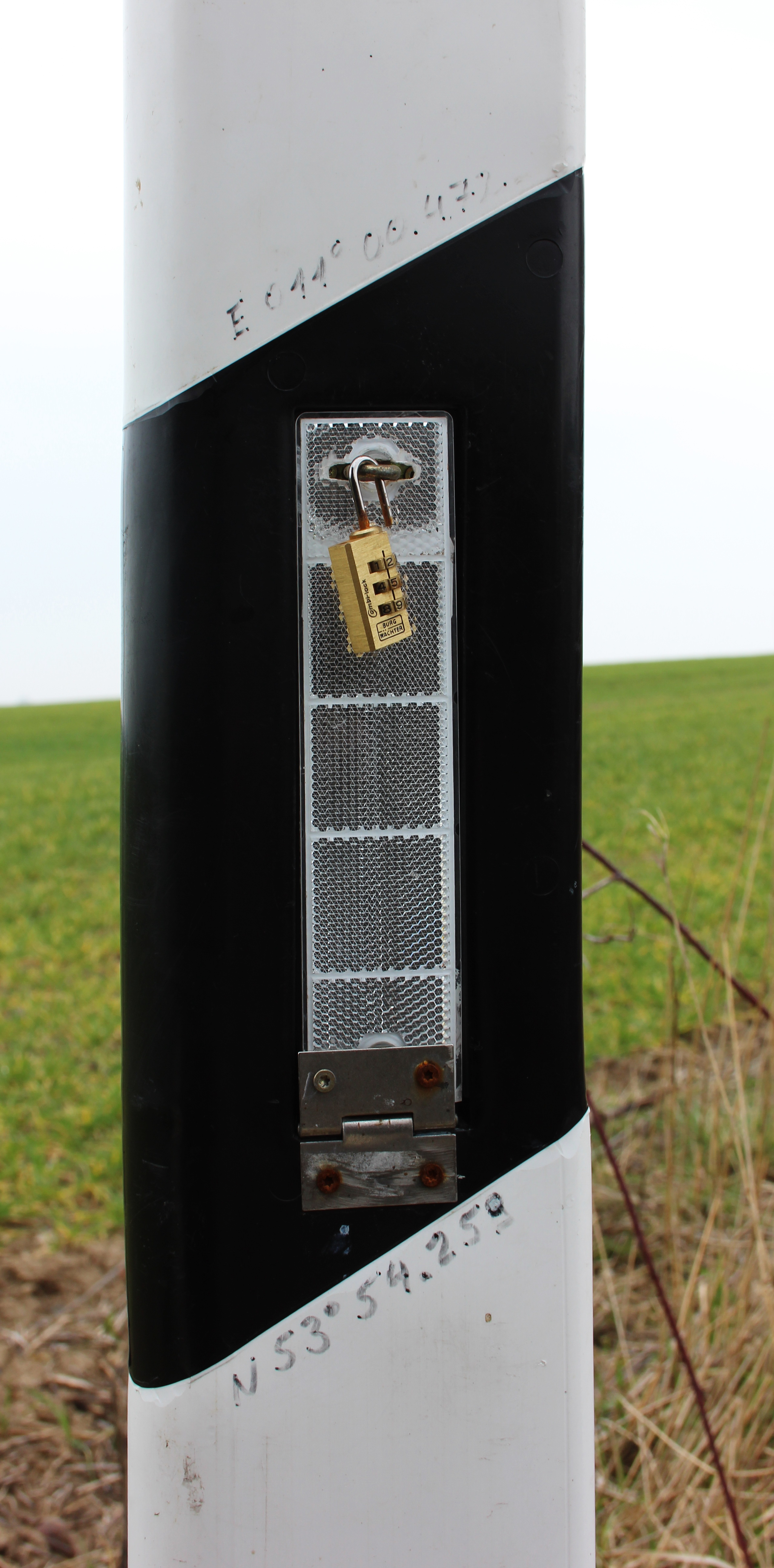
Geocache-Versteck in einem eigens dafür aufgestellten Leitpfosten

Aus Rücksicht auf die Natur ist das Vergraben von Geocaches unerwünscht und bei Geocaching.com in den Spielregeln ausdrücklich untersagt. Auch das Eingraben von Rohren, deren getarnter Deckel durch die Finder dann ohne Grabwerkzeuge entfernt werden kann, ist seitens Geocaching.com untersagt. Daher werden bereits vorhandene natürliche oder künstliche Hohlräume als Versteck verwendet: Kleine Höhlen, Nischen zwischen Felsen oder Baumwurzeln, Mauerritzen, alte Gebäude und dergleichen. Um die Gefahr von Zufallsfunden zu mindern und die Suche zu erschweren, sind insbesondere bodennahe Verstecke meist mit Laub, Rinde, Moos, Steinen oder Zweigen getarnt. Besonders raffinierte Verstecke sind unter anderem in extra dafür angefertigten Bohrungen versenkte Filmdosen, beschriftete Magnetfolien, Informationen an Mauern, Felsen, unter Sitzflächen von Parkbänken und in Ritzen von Schautafeln. Auch in ehemaligen Schaltkästen, an Angelsehnen, in Rohrstangen oder unter Wasser können Geocaches deponiert sein.
Geocaches werden üblicherweise nach dem Schwierigkeitsgrad der Wegstrecke und des Geländes (Terrain) sowie dem Schwierigkeitsgrad der Aufgaben (Difficulty) bewertet, um den ungefähren Aufwand für die Suche anzudeuten, die jeweils auf einer Skala von 1 bis 5 angegeben werden. Geocaches können erfordern, besondere Ausrüstung mitzuführen (von der einfachen Taschenlampe bis hin zur Kletter-, Bergsteiger- beziehungsweise Tauchausrüstung oder einem Boot), Rätsel- oder Rechenaufgaben zu lösen, Bäume zu erklettern oder Grotten und Höhlen zu erkunden.
Geocaches lassen sich anhand ihrer Aufgabenstellung in verschiedene Arten unterteilen, die wichtigsten sind:
- Der „einfache“ Geocache (Traditionelle Geocaches), bei dem direkt die Position des Verstecks angegeben ist.
- Mehrstufige Geocaches (Multi-Caches oder Offset-Caches), bei denen man mehrere Orte mit Hinweisen auf den nächsten Ort oder das eigentliche Versteck aufsuchen muss.
- Rätsel-Caches (Mystery-Caches oder Unknown Caches), die schon im Vorfeld eine Recherche oder Knobelei erfordern.
- Virtuelle Caches (Virtual Caches), bei denen weder ein Behälter noch ein Logbuch vorhanden sind, am weitesten verbreitet sind hierbei die EarthCaches, die auf spezielle geologische Phänomene hinweisen.

### Traditioneller Geocache
Die ersten Geocaches gehörten dieser Kategorie an, daher die Bezeichnung Traditioneller Geocache. Sie waren anfangs an besonderen Orten versteckt, heutzutage aber praktisch überall, auch in urbanem Gebiet. Es ist die am häufigsten vorkommende Geocache-Art.
Bei dieser Geocache-Art werden die Koordinaten des Verstecks direkt veröffentlicht. Dennoch kann das Auffinden schwierig sein, weil es eine gute Tarnung gibt, das Final schwer erreichbar ist und beispielsweise Bergsteigen oder Tauchen erfordert, besondere Geschicklichkeit für die Bergung notwendig ist oder der Ort vermuggelt ist.
Mit dem Auto erreichbare und schnell auffindbare Traditionelle Geocaches werden als Drive-in oder Park and Grab-Geocaches bezeichnet.

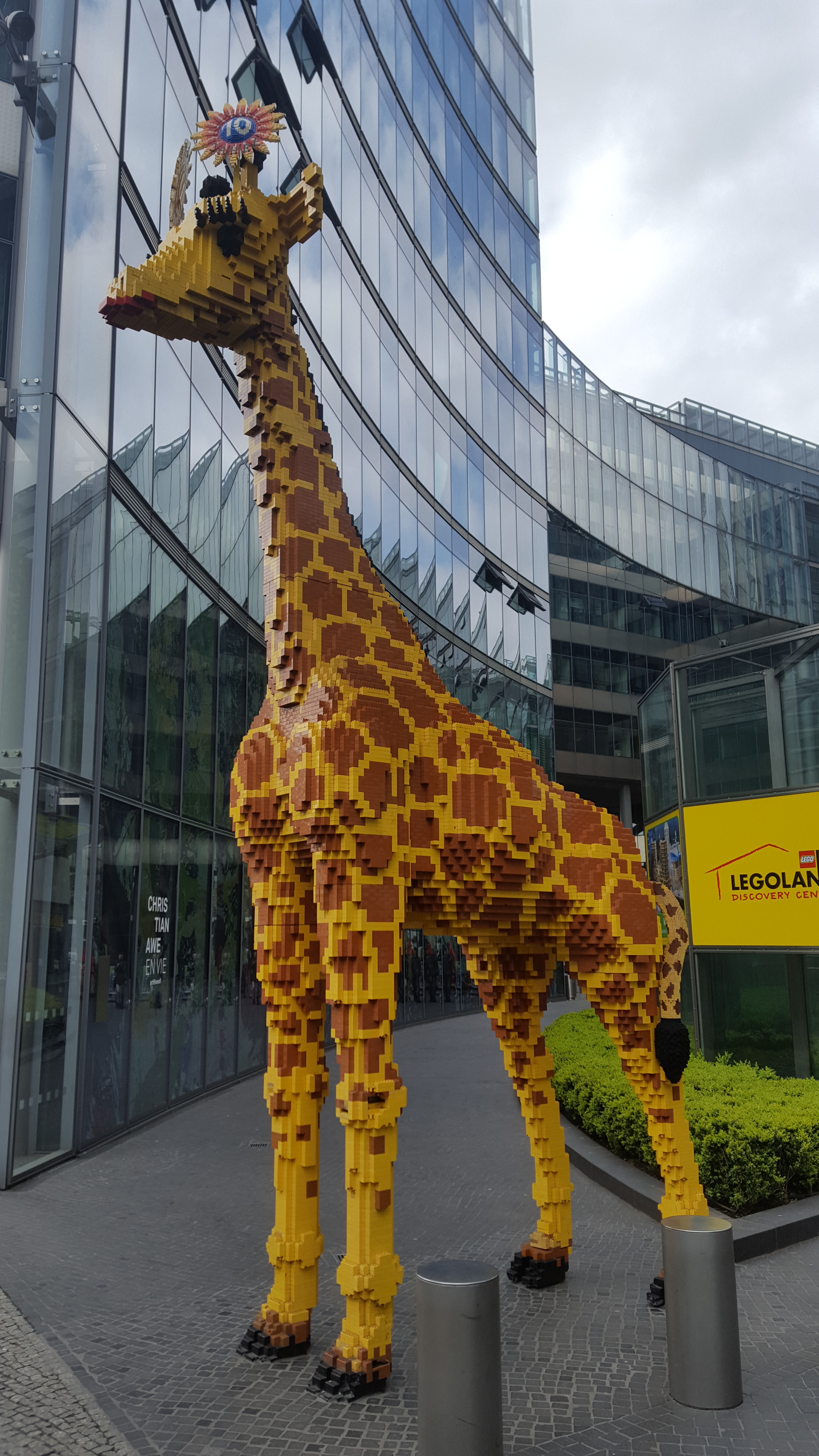
Beliebtester Cache weltweit: Lego – einer ist zu viel mit 11.895 Favoritenpunkten (Stand: Oktober 2021, mittlerweile nicht mehr verfügbar). Der Cache war ein kleiner Lego-Stein, in dem sich ein Logbuch befand.

### Multi-Cache
Bei einem Multi-Cache sind mehrere „Stationen“ (Stages) zu absolvieren, um das Versteck zu finden. Die Koordinaten des Finals ergeben sich meist durch Hinweise, die der Geocacher an den einzelnen Stationen findet. Die Hinweise können eigens für den Geocache, beispielsweise durch Bekleben der Rückseiten von Verkehrsschildern, angebracht worden sein oder ergeben sich durch Einbeziehung von Dingen, die bereits draußen vorhanden sind. Im einfachsten Fall sind alle für das Final benötigte Informationen direkt an den angegebenen Koordinaten zu finden.
Die Schwierigkeit hängt von den zu lösenden Aufgaben, von den zu findenden Hinweisen und vom Final selbst ab. Länge und Beschaffenheit der Wegstrecke bestimmen die Terrain-Bewertung.

### Event-Cache
Ein Event-Cache (Kurzform: Event) ist eine Veranstaltung, die zu einem bestimmten Zeitpunkt beginnt, und repräsentiert den sozialen Aspekt beim Geocaching. Es handelt sich dabei um ein Treffen von Geocachern, die sich über das gemeinsame Hobby austauschen. Häufig sind Event-Caches auch Treffen von Geocachern mit Stammtischcharakter.
Groundspeak als Betreiber der größten Geocaching-Plattform Geocaching.com definiert einen Event-Cache mit mehr als 500 Teilnehmern als Mega-Event-Cache. Diese Veranstaltungen finden meist jährlich statt und ziehen auch internationale Besucher an. Im Jahr 2014 führte Groundspeak anlässlich der enormen Anmeldezahlen des „Mia san Mega“-Events in München die neue Geocache-Art Giga-Event ein, woraufhin die Veranstaltung in „Mia san Giga“ umbenannt wurde. Sie wird durch eine Teilnehmerzahl von über 5000 Personen definiert. Die bisher weltweit größte Geocaching-Veranstaltung war das Giga-Event in Xanten 2015 mit fast 13.000 Teilnehmern.
Eine besondere Form eines Event-Caches ist das Cache in – Trash out (CITO). Dabei wird Müll in einem bestimmten Gebiet gesammelt und beseitigt. Meist wird in diesem Zusammenhang ein neuer Geocache ausgelegt. CITOs finden häufig im Frühjahr oder im Herbst statt.
Bei Event-Caches entstehen oftmals Ideen für neue, anspruchsvolle Geocaches, da sich dabei Geocacher aus der Region treffen und gemeinsam diskutieren. Auch Einsteiger können sich bei Event-Caches mit dem Thema vertraut machen und von Tipps der Anwesenden profitieren. Geocacher können sich persönlich kennenlernen und Kontaktdaten austauschen, um später während Geocaching-Touren per Mobiltelefon einen Finder oder den Owner selbst kontaktieren zu können („Telefonjoker“). Inwiefern dies im Sinne des Spiels ist, wird in der Community kontrovers diskutiert.

### Rätsel-Cache
Bei einem Rätsel-Cache (auch Puzzle-Cache oder Mystery-Cache genannt, bei geocaching.com offiziell Unknown Cache) muss zunächst ein Rätsel gelöst werden, bevor mit der Suche nach dem Final begonnen werden kann. Die im Internet veröffentlichten Koordinaten entsprechen daher nicht den tatsächlichen Angaben, sondern weisen auf einen willkürlichen Punkt, der für die Suche ohne Bedeutung ist und nur der Illustration auf der Landkarte dient. Dieser sollte sich jedoch in der Nähe befinden (maximal drei Kilometer Entfernung), um den Geocache regional richtig zuordnen zu können.
Die Rätsel können sehr unterschiedlicher Art und Schwierigkeit sein (mathematische Rätsel, trigonometrische Aufgaben, Literaturaufgaben, Internet-Recherchen, Sudokus, Bilderrätsel, Entschlüsselungen usw.). Die ermittelten Koordinaten sind entweder das Final selbst (wie beim Traditionellen Geocache) oder der Beginn eines Multi-Caches.
Ein Bonuscache ist ein Rätsel-Cache, bei dem die Vorarbeit im Finden eines oder mehrerer anderer Geocaches besteht, bei denen man die Informationen zum Einstieg oder in verschiedenen anderen Geocaches Teile der Finalkoordinaten erhält. Im Gegensatz zu einem regulären Mystery kann er ohne Vorarbeit nach dem Finden der vorgelegten Geocaches gesucht werden. Auch hier weisen die veröffentlichten Koordinaten nur auf einen illustrativen Punkt in der Umgebung.

### Challenge-Cache
Der Challenge-Cache stellt eine Sonderform eines Rätsel-Caches dar, bei der ein Geocacher eine oder mehrere Qualifikationen mit Geocaching-Bezug erfüllen muss, bevor der Geocache geloggt werden darf. Bei der Erstellung eines solchen Geocaches gelten besondere Bedingungen.
Beispiele:
- Finde vier verschiedene Geocache-Arten in vier verschiedenen Ländern.
- Finde jeweils einen Geocache in jedem Bundesland.
- Finde mindestens fünf verschiedene Geocache-Arten an einem Tag.

Erkennbar sind Challenge-Caches durch den Zusatz „[Challenge]“ im Titel des Listings sowie durch ein spezielles Attribut.

### Nachtcache (NC)

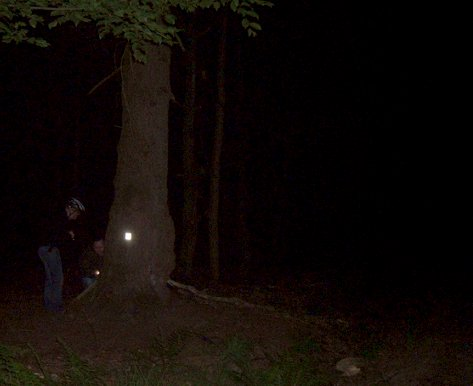
Nachtcache: Der angestrahlte Reflektor am Baum ist nur bei Dunkelheit zu erkennen.

Ein Nachtcache ist keine eigene Geocache-Art, sondern eine Sonderform der oben genannten Kategorien. Ein NC, wie Nachtcaches oft abgekürzt werden, ist in der Regel als Multi-Cache oder (Multi-)Rätsel-Cache ausgelegt. Diese Art der Geocaches wird oft mit einem „[NC]“ im Titel des Listings kenntlich gemacht. Ein Nachtcache ist regulär nur bei Dunkelheit auffindbar. Die Stationen bzw. das Final haben Reflektoren, blinkende LEDs, akustische Signalgeber, Lichtschranken, Wecker oder andere technische Spielereien. Manche Nachtcaches erfordern spezielle Geräte wie beispielsweise ein Nachtsichtgerät, Metalldetektoren, Funkgeräte oder eine UV-Leuchte, um die Hinweise zu finden.

### Angelcache
Ein Angelcache ist keine eigene Geocache-Art, sondern eine besondere Weise, den Behälter zu verstecken. Gleichzeitig ist es eine Reaktion darauf, dass Behälter aus Unwissenheit von Nicht-Geocacher (Muggle) entfernt wurden. Um dieses zu verhindern, werden bei Angelcaches die Behälter in einer Höhe aufgehängt, in der sie ohne Hilfsmittel nicht zu erreichen sind.
Anfangs wurden als Hilfsmittel eine Stipprute verwendet. Diese führte auch zu der Bezeichnung. Im Laufe der Zeit wurden die Behälter in immer größere Höhen gehängt und die Hilfsmittel passten sich dieser Entwicklung an.

### Geocaches ohne Behälter

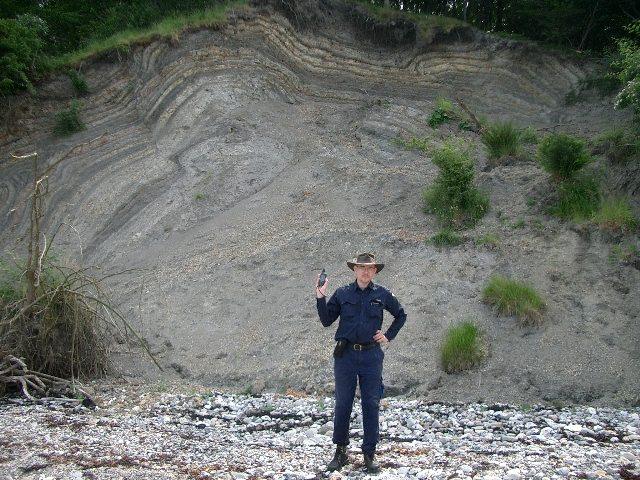
Geocacher vor einem EarthCache

Geocaches ohne Behälter und Logbuch sind Virtuelle Geocaches, Webcam-Caches, Rückwärts-Caches, Adventure Labs und EarthCaches. Es ist in der Geocacher-Community umstritten, ob das Verstecken und Suchen von solchen Geocaches wirklich als Teil dieses Hobbys zu sehen ist. Mit Ausnahme von EarthCaches werden diese Geocaches auf Geocaching.com in der Regel nicht mehr freigeschaltet, auf Opencaching.de sind sie hingegen zulässig.
Bei Virtuellen Geocaches muss man sich zu den Koordinaten begeben und dort beispielsweise ein Foto machen oder eine Frage beantworten. Häufig ist die Aufgabe so gestellt, dass man auch wirklich vor Ort gewesen sein muss, beispielsweise indem man ein Blatt Papier mit seinem Benutzernamen in die Kamera hält. Solche Virtuals, die „von zu Hause aus“ absolviert werden können, haben nichts mit der ursprünglichen Idee des Geocachings zu tun und werden deshalb von vielen nicht als Geocaching angesehen. 2017 wurde 4000 ausgewählten Geocachern weltweit von Groundspeak die Möglichkeit gegeben, jeweils einen neuen Virtuellen Geocache auf Geocaching.com zu veröffentlichen. Weitere 4000 Mitglieder erhielten die Möglichkeit im Jahre 2019.
Bei Webcam-Caches wird der Fund durch ein Webcam-Foto des Finders dokumentiert. Gelegentlich sind zusätzliche Aufgaben zu erfüllen oder es werden Utensilien verlangt, damit der Finder auf dem Screenshot erkennbar ist.
Bei Reverse-Geocaches (deutsch: „Rückwärts-Geocaches“) musste man nicht einen Behälter an einem Ort suchen, für den man die Koordinaten hatte, sondern umgekehrt die Koordinaten eines Ortes posten für ein vorgegebenes Thema, beispielsweise das Grab einer bekannten Persönlichkeit. Diese Geocache-Art wurde 2005 von Groundspeak abgeschafft und nicht unter Bestandsschutz gestellt; alle Listings dieser Art sind gesperrt. Geloggte Rückwärts-Geocaches bleiben jedoch in der Statistik erhalten. In den Jahren 2020–2022 sind ausnahmsweise zwei besondere Reverse-Geocaches verfügbar, um das 20. Geocaching-Jubiläum zu feiern. Eine vergleichbare Cacheart existiert bei opencaching.de unter dem Begriff Safari-Cache.
AdventureLabs werden über eine externe App gefunden. Zum Loggen des Caches muss der Geocacher eine Antwort in ein entsprechendes Feld eingeben. Diese muss vor Ort gefunden werden. Die Antwortmöglichkeit ist häufig ortsgebunden und kann nur in einem gewissen Umkreis von den Koordinaten eingegeben werden. Ausgewählten erfahrenen Geocachern wurde die Möglichkeit gegeben eine limitierte Anzahl an AdventureLabs zu erstellen. Neue AdventureLabs gibt es temporär zu Mega- und Giga-Events, auch Businesspartner sollen die Möglichkeit erhalten, solche Caches zu kreieren.
EarthCaches führen die Geocacher zu geologisch interessanten Orten, an denen er etwas über die Entstehung, den Aufbau und die Formen der Erdkruste und ihrer unterschiedlichen Gesteinsarten erfahren kann. Sie sind auf Geocaching.com eine eigenständige Geocache-Art, der in Form eines traditionellen Geocaches mit eindeutigen Koordinaten oder eines Multis gestaltet sein kann. In jedem Fall ist bei einem EarthCache kein Behälter versteckt. Das Konzept der EarthCaches wurde von Gary Lewis von der Geological Society of America entwickelt.
Der erste EarthCache wurde am 10. Januar 2004 in Australien gelegt. EarthCaches werden vor der Freischaltung von speziellen Reviewern, den Geoawares, überprüft. Abkürzungen in deren Namen wie beispielsweise „GeoawareUSA“ verraten den Zuständigkeitsbereich des Reviewers. Die für den deutschen Sprachbereich zuständigen Reviewer nennen sich durchnummeriert „GeoawareDE“. Zum Loggen eines EarthCaches muss der Geocacher verschiedene Fragen zum vorgestellten geologischen Thema beantworten und sie dem Owner zuschicken.

### Wherigo-Cache
Wherigo.com (abgeleitet von englisch where I go, deutsch in etwa: „Wohin ich gehe“) ist eine Plattform für GPS-gestützte Abenteuer in der Realität und seit Frühjahr 2008 eine neue Cache-Art auf Geocaching.com. Das GPS führt Spieler, die auf ihr GPS-Gerät – zum Beispiel ein PDA, ältere Modelle der Garmin-Oregon-Serie oder auch Android-, iOS- oder Symbian-Geräte – eine entsprechende sogenannte Cartridge laden, an eine gewünschte Stelle, von der sie dann mit virtuellen Objekten und Charakteren interagieren können. Die Möglichkeiten von Wherigos sind sehr umfangreich. So kann man beispielsweise bei Annäherung an einzelne Orte bestimmte Bilder oder Texte mit Aufgaben anzeigen oder Sounds abspielen. Besonders reizvoll ist ein Wherigo in den Fällen, in denen nicht nur lineare Abläufe dargestellt werden, sondern der Anwender selbst entscheiden kann, in welcher Reihenfolge er einzelne Stationen besucht. Die wesentliche Arbeit steckt bei Wherigos darin, die Cartridge zu programmieren. Die Erstellung erfolgt am PC. Hierfür ist eine spezielle Software notwendig, die auch eine Simulationsumgebung bietet.

### Letterbox-Hybrid
Letterbox-Hybrids sind eine Reminiszenz an das Letterboxing, was eine frühere Art der Schnitzeljagd ist. Beim Letterboxing muss man anhand von Wegbeschreibungen eine Dose finden, die sogenannte Letterbox. Dort stempelt man sich mit seinem eigenen Stempel ein. In den Dosen sind auch Stempel, deren Abdrücke man sammeln kann. Jede auf geocaching.com gelistete Letterbox muss ebenfalls einen Stempel und ein Logbuch enthalten. GPS muss wie bei jedem Geocache mindestens einmal verwendet werden. Letterbox-Hybrids können aber zusätzlich auch klassische Wegbeschreibungen enthalten. Bis auf den Stempel ist sie ansonsten wie ein normaler Traditional-, Multi- oder Rätsel-Cache.

### Challenges(nicht zu verwechseln mitChallenge-Caches)
Die Grundidee der ab August 2011 auf Geocaching.com verfügbaren Challenges war es, „irgendwo hin zu gehen und irgendetwas zu machen“. Dies war vollkommen unabhängig von den bei obigen Cachearten versteckten Behältern und Logbüchern. Zum Start dieser Spielvariante konnten Premium-Mitglieder auf Geocaching.com zwei verschiedene Arten von Challenges anlegen. Bei einer Action-Challenge musste eine bestimmte Aufgabe an einem bestimmten Ort ausgeführt werden, beispielsweise ein Lied auf einem großen Platz zu singen oder die Stufen bis zur Spitze eines Turms zu besteigen. Bei einer Foto-Challenge mussten die Teilnehmer ein Foto von sich an einem speziellen Ort aufnehmen, beispielsweise neben einem Denkmal oder vor einem Straßenschild.
Die ohne Review-Prozess veröffentlichten Challenges konnten von Geocachern akzeptiert und später dann als „completed“ geloggt werden. Dabei konnte man vorhandene Challenges in der Nähe suchen oder an weltweiten Challenges teilnehmen. Die Challenges wurden separat in der Statistik erfasst und zählten nicht zu der Gesamtpunktzahl der Caches dazu.
Im Dezember 2012 gab Groundspeak bekannt, dass die Challenges umgehend eingestellt werden. Die gesamte Funktion wurde nicht unter Bestandsschutz gestellt, sondern noch 2012 vollständig aus dem System entfernt; heute existieren online keine Hinweise mehr auf Challenges. Als Alternative wurde der Challenge-Cache, eine Unterkategorie des Rätsel-Caches mit zwingendem Bezug zu Geocaching-Zielen, eingeführt.

### Sonstiges
Geocaches auf Grundstücken, die in der Community mit dem Pseudoanglizismus Lost Place (kurz: LP) bezeichnet werden, stellen keine eigene Geocache-Art dar, sondern beziehen sich auf die Besonderheiten des Versteckortes. Dabei werden, oft in Verbindung mit Hintergrundgeschichten, ungenutzte Gebäude mit in die Schatzsuche einbezogen. So kann es sein, dass in alten Ruinen gesucht oder ein fiktiver Mord in einer verlassenen Fabrikanlage aufgeklärt werden soll. Manche dieser Orte sind alte Bunkeranlagen im Wald oder ganze aufgegebene Dörfer. Da in Deutschland auch ungenutzte Gebäude und Grundstücke in der Regel einen Eigentümer haben, kann das Legen eines Geocaches dort bzw. das Betreten jeweils eine Straftat nach § 123 StGB (Hausfriedensbruch) sein, sofern es sich um ein befriedetes Besitztum handelt und der Eigentümer dazu nicht zuvor sein Einverständnis erklärt hat. Aus diesem Grund werden Lost-Place-Geocaches kontrovers in der Community diskutiert.
Eine Besonderheit aller Geocache-Arten mit einem Behälter als Final kann darin bestehen, dass dieser mit einem Schloss gesichert ist, das durch Lockpicking geöffnet werden muss.
Das Hardcorecaching (HCC) umfasst Geocaches, deren Terrain und Schwierigkeit hoch eingestuft sind (auf Geocaching.com größer oder gleich „vier von fünf Sternen“). Das Erreichen dieser Geocaches stellt besondere Anforderungen an den Geocacher, sei es das Lösen schwieriger Rätsel wie beispielsweise das Decodieren verschlüsselter Informationen oder auch körperliche Herausforderungen. In der Regel beansprucht das Finden eines Hardcorecaches mehrere Stunden bis Tage und erfordert häufig eine spezielle Ausrüstung, beispielsweise zum Klettern oder Tauchen.
Ein Moving-Cache ist ein Geocache, der vom Finder mitgenommen und an einer anderen Stelle neu versteckt wird. Die Koordinaten des alten Verstecks werden durch die des neuen ersetzt. Zwei seltenere Varianten sind zum einen das Tragen eines Moving-Caches, wenn man unterwegs ist. Hierbei wird die Möglichkeit eingeräumt, die Position des Geocaches live im Internet zu verfolgen, zum anderen gibt es Moving-Caches, die man in anderen Geocaches finden und mitnehmen kann und bei einer weiteren Suche in einem anderen Geocache platziert. Die letztere Variante ähnelt dem Prinzip eines Trackables. Moving-Caches jeder Art sind auf Geocaching.com nicht zugelassen, bei anderen Anbietern aber möglich. Es gibt auch Moving-Caches, die sozusagen als Open-Source-Projekt angelegt sind. Der Owner legt die Kennung, mit der er den Moving-Cache gelegt hat, in einen Geocache und gibt Regeln vor, anhand derer ein Finder sich des Schatzes bemächtigen kann und diesen verändern oder an einen anderen Platz bringen kann.
Eine weitere Unterart, die ebenfalls als Reverse-Geocache bezeichnet wird, stellt eine Mischung aus einem Mystery-Cache und einem Wherigo dar (siehe oben). Bei einem Reverse-Geocache erhält der Spieler den Geocache direkt zu Beginn seiner Suche. Der Geocache wiederum ist jedoch verschlossen und lässt sich erst öffnen, wenn der Spieler den Cache an den zuvor bestimmten Zielort bringt. Hierzu ermittelt der Reverse Geocache mit Hilfe eines eingebauten GPS-Empfängers eigenständig seine Position. Der erste Reverse-Geocache wurde im Jahr 2009 von Mikael Hart gebaut und anlässlich einer Hochzeit verschenkt. Mit diesem Projekt erreichte der Erfinder ein großes Medienecho. Mittlerweile gibt es einige Nachbauten von Harts Projekt, die den Umfang seines ursprünglichen Geocaches um zusätzliche Funktionen und Rätsel erweitern, die der Spieler erst lösen muss, bevor der Geocache seinen Inhalt preisgibt. So reagiert der als „Captain Herrmano’s Mystery Box“ benannte Geocache unter anderem auf Temperatur, Kohlenmonoxid-Konzentration und Annäherung des Spielers.

## Geocache-Datenbanken
Durch die schnelle Verbreitung des Geocachings und die wachsende Anzahl an Geocaches entstand schnell die Notwendigkeit, diese in einer gemeinsamen Datenbank zu katalogisieren und den Nutzern über das Internet zur Verfügung zu stellen. Die bekannteste und umfangreichste Datenbank ist Geocaching.com, die seit September 2000 existiert und weltweit mehr als 3 Millionen Geocaches enthält (Stand: Mai 2017). Weitere Geocache-Datenbanken sind Opencaching.de oder Terracaching.com. Daneben gibt es länderspezifische Geocaching-Portale wie Geocaching.de, das eine reine Informationsseite ohne Datenbank ist, oder Geocache.ch.

## Das Veröffentlichen neuer Geocaches

### Geocaching.com
Bei der Geocaching-Datenbank Geocaching.com gibt es einen verpflichtenden Review-Prozess, den jedes Listing durchlaufen muss. Hierbei werden von einem für eine Region zuständigen Reviewer die Informationen, die der Owner im Zusammenhang mit einem Geocache online zur Verfügung stellt, auf Einhaltung der Spielregeln und Vorgaben für neue Listings überprüft. Es erfolgt keine Überprüfung des Behälters vor Ort, sondern eine formale Beurteilung des Listings. Sind daraus Sachverhalte erkennbar, die eine Verletzung der Richtlinien erkennen lassen, nimmt der bearbeitende Reviewer mit dem Owner Kontakt auf, um die fraglichen Punkte vor einer Veröffentlichung zu klären.
Wesentliche Punkte dabei sind:
- Einhaltung der Vorgaben für bestimmte Bereiche wie Naturschutzgebiete
- Einhaltung der Mindestabstände zu anderen Geocaches bzw. deren gegenständlichen Stationen
- Richtige Klassifizierung der Geocache-Art sowie der Angabe zur Behältergröße
- Einhaltung der Vorgaben für Listings mit dem Fokus auf kommerzielle Inhalte
- Einhaltung von Regeln bezüglich der Finals von Geocaches wie beispielsweise die Nähe zu Bahnanlagen
- Entfernung unerlaubter Internetlinks in Listings

und noch einige weitere Punkte.
Erst danach kann das Listing durch den Reviewer veröffentlicht werden („Publishing“). Im Falle von Meinungsverschiedenheiten zwischen Reviewer und Owner des Geocaches steht es jedem Owner frei, sich an eine eigene Stelle beim Datenbankbetreiber zu wenden, um die Angelegenheit dort abschließend klären zu lassen („Appeals“).

### Andere Datenbanken
Die Plattform „Opencaching.pl“ und einige weitere Open-Caching-Seiten (nicht aber „Opencaching.de“) verfügen ebenfalls über einen vorgelagerten Prüfprozess für neue Listings. Andere Plattformen prüfen erst nach der Veröffentlichung oder arbeiten anlassbezogen und reagieren erst, wenn aus der Community entsprechende Hinweise eingehen oder es externe Beschwerden gibt.

## Bewertungsmöglichkeiten von Listings und Geocaches
Die Bewertung eines Geocaches, beispielsweise der Attraktivität der Gegend oder der Kreativität des Versteckes, ist auf unterschiedliche Weise möglich, erfolgt meistens aber direkt durch entsprechende Ausführungen in den Logeinträgen. Bei Geocaching.com können von Premium-Mitgliedern darüber hinaus „Favoritenpunkte“ für Listings vergeben werden. Pro zehn als „Fund“ geloggte Geocaches kann man einen Favoritenpunkt vergeben.
Neben datenbankeigenen Bewertungsmethoden existieren auch unabhängige Methoden. Das Plug-in GCVote für gängige Browser oder Clients wie GSAK, c:geo (Android-App) oder Looking4Cache (iOS-App) blendet in Listings Schaltflächen ein, um bei Logeinträgen den jeweiligen Geocache auf einer Skala von 1 bis 5 bewerten zu können bzw. die Durchschnittsbewertung abzurufen.
Die Bewertungen erfolgen nicht nach klaren Vorgaben, sind rein subjektiv und sollten daher auch nur mit entsprechender Umsicht für die Beurteilung eines Listings und des dazugehörigen Geocaches herangezogen werden. Einige Owner sprechen sich mit einem Banner gegen eine externe Bewertung aus oder können auch ihre Geocaches bei „GCVote“ für eine Bewertung sperren lassen. Geocaching.com untersagt die Einbindung von GCVote in Listings auf dieser Plattform.

## Ausrüstung

### GPS-Empfänger

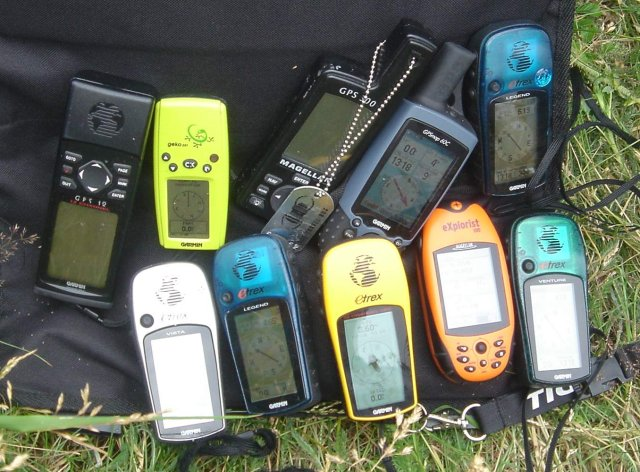
Verschiedene tragbare GPS-Empfänger

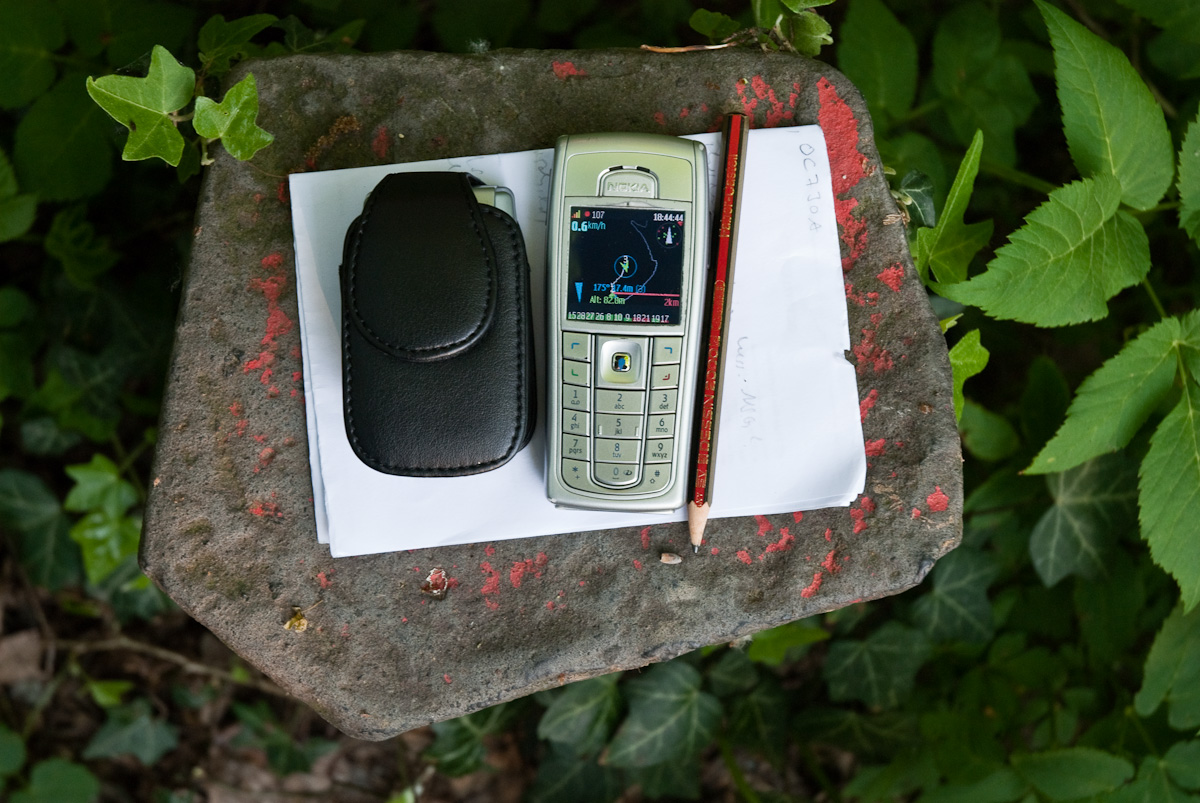
Geocaching mit einfachem Telefon und GPS-Empfänger

Zum Auffinden von Geocaches benötigt man ein Gerät mit GPS-Empfänger. Die Verwendung topografischer Karten kann dabei die Orientierung im Gelände erleichtern, während Straßenkarten und Routingfunktionen die Anreise zum Zielgebiet erleichtern.
Neben GPS-Handgeräten sind Notebooks, PDAs, mobile Navigationssysteme sowie Smartphones mit integriertem oder externem GPS-Empfänger alternativ für Geocaching-Zwecke taugliche Geräte. Sie sind jedoch weniger für die Anforderungen anspruchsvoller Geocaches ausgelegt als GPS-Geräte, die lange Akkulaufzeiten haben und gegen Belastungen durch Stöße und Regen geschützt sind.
In offenem Gelände oder auf dem Wasser können GPS-Geräte die Position sehr präzise bestimmen. In dicht belaubtem Wald, in Schluchten oder zwischen Häuserfassaden in Städten haben besonders ältere GPS-Geräte Schwierigkeiten, die Position mit einer genügenden Genauigkeit zu ermitteln. Die Weiterentwicklung der Geräte verbessert jedoch stetig auch den Empfang unter schwierigen Verhältnissen.

### Software
Verschiedene Softwarelösungen erleichtern die Ausübung des Hobbys, sind aber keine Voraussetzung. Damit können Geocaches und deren Listings besser verwaltet, nach verschiedenen Kriterien gefiltert und auf tragbaren Systemen wie PDAs oder Smartphones gespeichert werden. Dadurch kann auf das Ausdrucken der Listings verzichtet werden (Stichwort: „papierloses Geocaching“).

## Tarnung

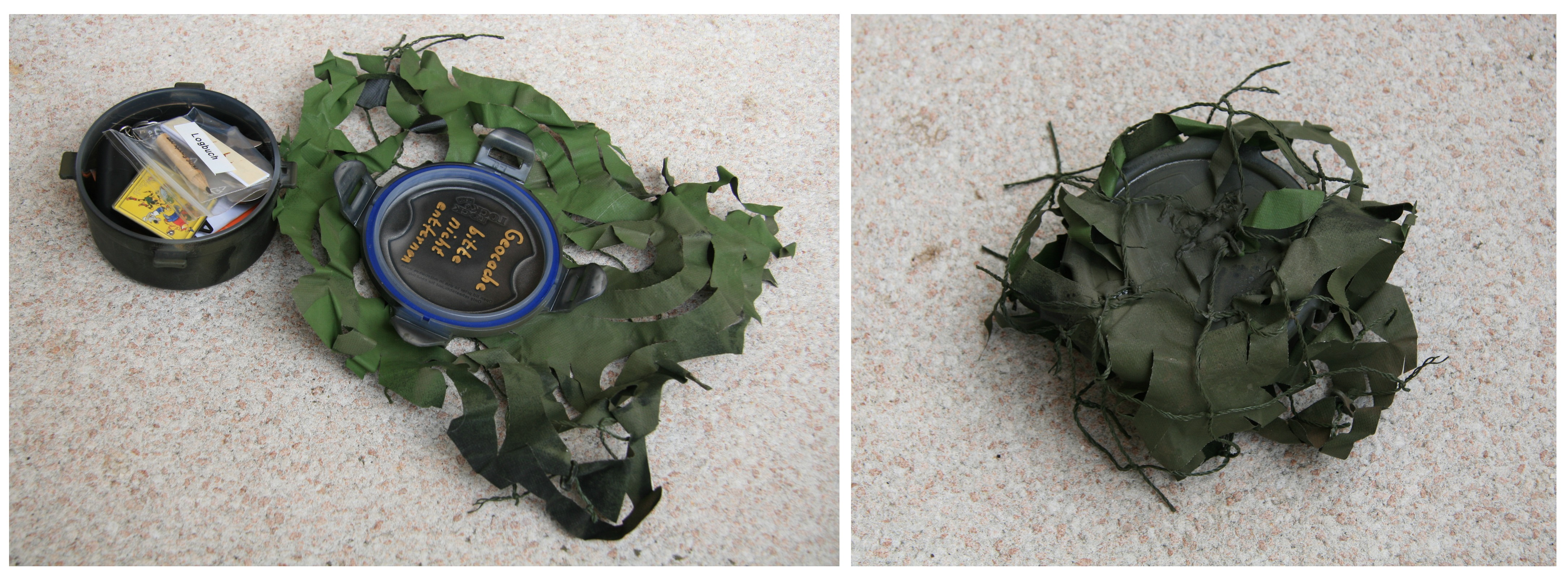
Geocachebehälter mit angeklebtem Tarnnetz

Geocaches werden meist so versteckt und getarnt, dass sie von unbeteiligten Personen nicht gefunden oder erkannt werden. Außerdem gilt der Grundsatz, Geocache-Verstecke möglichst geheim zu halten und unbeobachtet aufzusuchen. Andernfalls besteht die Gefahr, dass der Geocache von Dritten beschädigt wird oder abhandenkommt.
Außenstehende, die keine Mitspieler sind, werden als „Muggels“ (englisch muggles) bezeichnet. Der Begriff stammt aus den Harry-Potter-Büchern, dort wird „Muggel“ als Bezeichnung für „Personen ohne magische Fähigkeiten“ verwendet.

## Probleme und Kritik

### Rechtliche Probleme
Aus Gründen des Naturschutzes kann es problematisch werden, wenn Geocaching Menschen in Gebiete führt, die bisher weitgehend unberührt waren oder geschützt sind, wobei Tiere und Pflanzen gestört werden können. Darüber hinaus kann das Platzieren und Suchen von Geocaches unter bestimmten Umständen rechtliche Probleme mit sich führen, insbesondere dann, wenn es sich bei den Versteckorten um private Grundstücke handelt. Zwar darf jeder freie Landschaften und Wälder betreten; handelt es sich aber um ein Naturschutzgebiet, so darf dieses nicht beschädigt oder gar verändert werden. Dies beinhaltet nach den meisten Naturschutzgebietsverordnungen auch das Verbot, die Wege im jeweiligen Gebiet zu verlassen. In den Nationalparks besteht ebenfalls ein solches Verbot, das meist im jeweils geltenden Landesrecht festgeschrieben ist. Sowohl das Auslegen als auch das Suchen von Geocaches abseits der Wege ist demnach nicht gestattet.
Besonders geschützte Bio- und Geotope, wozu auch für das Geocaching besonders interessante Orte wie schützenswerte Höhlen, Röhrichte, Moore oder Auenwälder gehören, unterliegen dem Verbot einer Zerstörung oder einer sonstigen erheblichen Beeinträchtigung. Diese liegt beispielsweise bei der Lebensraumgefährdung einer Tier- oder Pflanzenart vor, was abhängig von der Sensibilität des Naturraums schnell der Fall sein kann. Es ist deshalb ratsam, im Zweifelsfall auf das Geocachen in solchen Biotopen zu verzichten. Darüber hinaus ist es rechtswidrig, geschützte Wildtiere in der Winterschlafphase erheblich zu stören und damit den Erhaltungszustand der lokalen Population einer Art zu verschlechtern. So kann der Energieverlust beim häufigen Erwachen durch Störungen zum Tod von Tieren führen. Im Rahmen des Höhlenschutzes werden im Bereich der fränkischen Alb bereits Schilder an Höhleneingängen montiert, die ein Auslegen von Geocaches ausdrücklich untersagen.
Gesondert geschützt sind Winterquartiere für Fledermäuse zwischen dem 1. Oktober und dem 31. März, deren Besuch zu Geocachingzwecken in dieser Zeit verboten ist. Negative Veränderungen in diesen Lebensbereichen wurden in diesem Zusammenhang bereits nachgewiesen. Owner, die ihre Geocaches auf Geocaching.com listen, sind darum aufgefordert, ihre Geocaches für die Dauer der Fledermausschutzzeit zu entfernen und deren Status auf „deaktiviert“ (disabled) zu setzen, sodass sie im betreffenden Zeitraum nicht Teil des Spiels sind. Bemerkt ein Reviewer, dass ein Höhlengeocache nicht als „deaktiviert“ markiert ist, kann der Geocache von ihm „archiviert“ werden. Nach intensiver Diskussion werden seit 2011 zumindest in Franken keine neuen Höhlencaches mehr von den Reviewern von Geocaching.com freigeschaltet.
Auch an Brutplätzen von Vögeln kommt es regelmäßig zu Störungen. In Hessen fand man bei 66 von 229 Uhu-Brutplätzen Geocaches in direkter Umgebung bzw. in Einzelfällen sogar am Brutplatz selbst. In der Eifel werden in Schutzgebieten für die Natur im Durchschnitt nur 1,2 Jungvögel pro Brut flügge, während es in Steinbrüchen mit Gesteinsabbau im Durchschnitt 2 Jungvögel pro Brut sind. Dafür wird auch Geocaching verantwortlich gemacht. In der Eifel kontrollieren Naturschützer inzwischen regelmäßig Geocaching-Plattformen auf problematische Listings. Bei kritischen Geocaches wird dann auf eine Archivierung hingewirkt.
Weiterhin problematisch sind Geocaches in der Nähe von ehemaligen Kriegsgebieten (z. B. dem im Zweiten Weltkrieg umkämpften Hürtgenwald), Truppenübungsplätzen und Schießständen, da an solchen Orten die Gefahr groß ist, bei der Suche nach dem Geocache auf scharfe Munition zu stoßen, was zu lebensgefährlichen Verletzungen führen kann. Da das Betreten solcher Sperrgebiete ohnehin Unbefugten verboten ist, ist bereits die Ablage des Caches behördlich untersagt.

### Weitere Probleme sowie Gefahren
Extreme und schwierige Geocache-Verstecke oder Teilabschnitte der Suche können ein Sicherheitsrisiko für Geocacher darstellen. Das Gefährdungspotenzial von Bunkern, Bergwerkstollen, Höhlen, Abwasserkanälen, verlassenen Gebäuden, Kletterabschnitten oder Steilwänden ist nicht immer offensichtlich oder wird von Unerfahrenen falsch eingeschätzt. Obwohl für jeden Geocache ein Schwierigkeitsgrad angegeben wird, handelt es sich bei diesem lediglich um eine Einschätzung des anlegenden Owners. Von unerkannten Gefahrenstellen kann man vorab nur über die Anmerkungen anderer Geocacher erfahren, deren Erfahrung wiederum nicht der des Interessierten entsprechen muss. Weiterhin können sich Geocacher durch Selbstüberschätzung in Gefahr bringen. Auch wenn Unglücke insgesamt sehr selten sind, ist es im Laufe der Jahre zu mehreren Unfällen gekommen, die direkt mit dem Geocache-Versteck in Zusammenhang standen. Im Jahr 2011 ist einer der damals erfahrensten Geocacher Deutschlands beim Versuch tödlich verunglückt, einen an der Brücke einer Fernwärmeleitung angebrachten Geocache zu bergen. 2015 wurde ein anderer Geocache, der mit Magneten in 35 Metern Höhe unter der Brücke eines Autobahnzubringers befestigt war, auf Betreiben der zuständigen Behörde entfernt. Am 6. Juni 2018 starben in Prag zwei Geocacher bei der Suche nach einem Geocache in einem Regenwasserkanal, als ein Gewitter über die Stadt hereinbrach.
Geocaches können von Unbeteiligten irrtümlich für eine Bedrohung gehalten werden, hinter der ein terroristischer Hintergrund vermutet wird. Beispiele sind der vermeintliche Fund eines „Munitionskoffers“, die vierstündige Sperrung einer Schleuse aufgrund Bombenverdachts, ein aufwändiger Polizei- und Feuerwehreinsatz wegen einer „unbekannten Vorrichtung“ an einer Straßenlaterne sowie Bombenwarnungen mit anschließenden Polizeieinsätzen zum Beispiel an der Autobahn bei Erlangen, in der Wiesbadener Innenstadt oder 2011 in Wetherby in Großbritannien, wo eine gesamte Straße für mehrere Stunden evakuiert wurde.  An der Außenseite des Geocache-Behälters angebrachte Hinweise und Kontaktinformationen des Eigentümers können helfen, solche Missverständnisse zu vermeiden.
Der Geocacher selbst kann Unbeteiligten ebenfalls verdächtig erscheinen, wenn er den Geocache betont unauffällig sucht, findet und wieder versteckt. Beispielsweise schritt schon die Polizei in Bremen ein, da ein Verdacht auf Drogenhandel mithilfe eines konspirativen Drogenversteckes vorlag. Trotzdem sind solche Polizeieinsätze Ausnahmen und haben meist keine Folgen für die Geocacher, zumal der Anteil an geocachenden Polizisten zunimmt und darüber hinaus ein enger Informationsaustausch zwischen den Plattformbetreibern und den verschiedenen Polizeibehörden stattfindet.
Geocaching in Jagdrevieren kann unter Umständen – wie jede andere Wanderung im Wald auch – sowohl die Jagdausübung als auch den Geocacher selbst gefährden. Vor allem in der Dämmerung und bei Dunkelheit besteht die Gefahr, nicht erkannt und mit Wild verwechselt zu werden. Von Jagdaufsehern und Jägern werden darum vor allem Nachtcaches kritisiert. Allerdings darf ein Jäger in jedem Fall nur dann schießen, wenn er das Ziel vorher angesprochen hat, d. h. wenn er die Tierart, das Geschlecht und teils auch das Alter eindeutig bestimmt hat.
Innerhalb der Geocaching-Community wird die zunehmende Beliebtheit und die damit verbundene rasch wachsende Zahl versteckter Geocaches kontrovers diskutiert, da das Spiel nicht mehr „im Verborgenen“ stattfindet. Zugleich hat Geocaching.com als gewinnorientiertes Unternehmen ein wirtschaftliches Interesse an der Steigerung der Anzahl von „Premium-Mitgliedern“ und versucht darum beständig, die Popularität des Spiels zu erhöhen.
In diesem Zusammenhang müssen auch Powertrails genannt werden. Bei diesen sind sehr viele Geocaches innerhalb möglichst kurzer Abstände ausgelegt worden. Sie führen teilweise zu Massenanstürmen von Geocachern, die möglichst viele Funde in möglichst kurzer Zeit verbuchen möchten, was auch sichtbare Beschädigungen in der Natur begründen kann.

## Verwandte Themen
Ähnliche Freizeitaktivitäten mit einem Schwerpunkt auf dem Aspekt des Wettbewerbs sind Geodashing, das „Geograph-Projekt“ und das Aufsuchen von Konfluenzpunkten. Wiederum stärker auf den Wettbewerbsgedanken ausgerichtet ist das Spiel „GPS-Challenge“, bei dem es um das Ablaufen oder -fahren von Wegpunkten mithilfe von GPS-Empfängern in möglichst kurzer Zeit (Race) geht. Zudem lässt sich Geocaching mit „Bookcrossing“ verbinden. Eine weitere Variante ist Waymarking, ein weiteres Projekt von Groundspeak. Dabei geht es darum, interessante Orte in der Natur wie Berggipfel oder in der Umgebung wie spezielle Gebäude aufzuspüren, zu fotografieren, die Koordinaten davon jeweils zu ermitteln und eine Beschreibungsseite anzulegen, die einem „Point of Interest“ ähnelt. Es können aber auch weniger spezielle Punkte geloggt werden wie Spezialitätenrestaurants. Beim Geohashing geht es darum, einen täglich zufällig festgelegten Punkt an diesem Datum zu erreichen.
Nur auf Smartphone-Nutzer ist das Spiel Munzee ausgerichtet. Dabei werden QR-Codes anstelle von Dosen versteckt, und durch das Scannen erhält der Spieler Punkte auf seinem Spielerkonto gutgeschrieben. Voraussetzung ist das Scannen in der Nähe der hinterlegten Koordinaten; die fürs Spiel notwendige App prüft beim Scannen die Geokoordinaten.
Ebenfalls für Smartphone- und Tablet-Nutzer ist die App Actionbound. Nutzer können eigene Multi-Caches anlegen und spielen oder auf öffentliche Caches zugreifen.
Auch auf Smartphone-Nutzer ist das Spiel Sighter ausgerichtet, dabei müssen Dinge an den gleichen GPS-Positionen wie hinterlegt per Foto verglichen werden.
Als Überbegriff für positionsbezogene Spiele, die mobile Endgeräte und Technologien wie GPS verwenden, ist auch der englische Begriff 'Location-based Games' gebräuchlich.
Das deutlich ältere Letterboxing, das seinen Ursprung im Dartmoor in Südengland hat, wird als „historisches Vorbild“ von Geocaching verstanden. Auch dabei geht es um die Suche von versteckten Behältern anhand von Hinweisen, die jedoch oft ohne Zuhilfenahme von genauen Koordinaten, sondern anhand von Beschreibungen und eines Kompasses lokalisiert werden. Eine Besonderheit des Letterboxing besteht darin, dass im jeweiligen Behälter ein individueller Stempel ist, dessen Abdruck man in seinem eigenen Stempelbuch sammelt bzw. jeder Finder hinterlässt den Abdruck seines Stempels im Logbuch der jeweiligen Letterbox.

## Geocacher-Glossar
Geocacher verwenden einen eigenen Jargon bei der Ausübung ihres Hobbys. Nachfolgende Begriffe (in alphabetischer Reihenfolge) werden häufig verwendet:
| Begriff          | Erklärung |
| ---------------- | --- |
| +1               | Im Logeintrag eines Finders meist Ausdruck der Enttäuschung über einen als sehr uninteressant empfundenen Geocache, der als Statistikpunkt angesehen wird. Bei „Will Attend“ Logs (Anmeldungen zu einem Event) bedeutet es, dass man teilnimmt, also „plus eine Person“. Entsprechend heißt „+2“, dass man zu zweit kommt usw. |
| Basis-Zone       | Groundspeak-Begriff für das Gebiet rund um den Wohnort eines Geocachers. |
| Besserverstecker | Ein Geocacher, der den Behälter an einem anderen, vermeintlich „besseren“ Ort platziert oder umfangreicher tarnt als ursprünglich vom Owner vorgesehen (negativ wertend). |
| BWW              | (Buchstabenwortwert) Den Buchstaben werden in der Reihenfolge des Alphabets natürliche Zahlen zugeordnet, also A=1, B=2, C=3 usw. |
| BYOP             | (Bring your own pen) Einen eigenen Stift mitbringen, da die Dose ggf. zu klein ist, um darin einen Stift zu lagern. |
| Cacherautobahn   | Deutlich sichtbare Trampelpfade, die unbeabsichtigt entstehen, wenn viele Geocacher immer gleiche Wege zu einem Versteck nehmen. Oft führt im Zielgebiet eine „Cacherautobahn“ direkt zum Final. |
| CITO             | (Cache in Trash out) Initiative, um beim Geocachen die Natur von Unrat zu befreien (siehe oben). |
| CO               | (Cache-Owner) → siehe Owner |
| DFDC             | Formel beim Loggen: Danke für den Cache., entspricht dem Akronym „TFTC“ (engl. Thank you for the cache.). |
| DFDR             | Formel beim Loggen: Danke für das Rätsel., entspricht dem Akronym „TFTM“ (engl. Thank you for the mystery.). |
| DNF              | (Did Not Find), Geocache nicht gefunden |
| E(G)CA           | Erweiterte (Geo-)Cacher-Ausrüstung (beispielsweise UV-Leuchte, Greifer, Teleskop-Magnet und andere Hilfsmittel) |
| FTF              | (First To Find) Erstfinder eines neu veröffentlichten Geocaches |
| FTL              | (First To Lose) Unter „FTF-Jägern“ vorkommende, selbstironische oder verbitterte Bezeichnung für einen → STF, wenn der FTF knapp verpasst wurde. |
| FP               | Favoritenpunkt (kann von Premium-Mitgliedern einmal pro 10 gefundenen Caches vergeben werden). |
| GZ               | (Ground Zero) Jener Punkt, der den auf dem GPS-Empfänger angezeigten Koordinaten den Koordinaten aus dem Listing am nächsten kommt. |
| Hasengrill       | Auffällige, für Geocacher sofort ersichtliche Tarnung eines Geocaches durch darüber gelegte Äste. |
| Hint             | (englisch für „Hinweis“) Mehr oder weniger direkter Tipp zu einem Versteck, einer Station oder dem Lösungsansatz für ein Rätsel |
| Homezone         | → Basis-Zone |
| Muggel, Muggle   | Nicht-Geocacher (siehe oben) |
| NRNR             | →TNLN (Nichts rein, nichts raus) |
| ROT13            | Ein einfaches Codierverfahren, bei dem Buchstaben um 13 Positionen verschoben werden, um beispielsweise das versehentliche Durchlesen eines → Hints zu verhindern. |
| Owner            | (Besitzer) Die Person, die einen Geocache versteckt hat oder einen Trackable besitzt. |
| Powertrail       | Serie von Geocaches, die dicht beieinander liegen (siehe oben). |
| Sissicacher      | Geocacher, der sich im Gelände ungern schmutzig machen möchte. |
| Spoiler          | (englisch für Verderber) Eine Beschreibung oder ein Foto, das einem das Finden des Caches oder das Lösen eines Rätsel-Caches erleichtert. |
| STF              | (Second to find) Zweitfinder eines neu veröffentlichten Geocaches. |
| TB               | (Travel-Bug) Metallmarke mit einer individuellen Nummer, deren Route auf Geocaching.com nachverfolgt werden kann (siehe oben). |
| TFTC             | (engl. Thank you for the cache) Formel beim Loggen (Danke für den Cache.). |
| Trauma-Cache     | Geocache, den man über lange Zeit und trotz mehrfacher Anläufe nicht finden kann. |
| TTF              | (Third to find) Drittfinder eines neu veröffentlichten Geocaches. |
| TNLN             | (Took nothing, left nothing) Keinen Tauschgegenstand entnommen, aber auch keinen hinterlassen. Formel, die im englischen Sprachraum verbreitet ist. |
| UPS              | (Unusual Positioned Stones) Unübliche Positionierung von Steinen. Für Geocacher leicht ersichtliche Tarnung eines Geocaches durch darüber gelegte Steine, die nicht einer natürlichen Lagerung entspricht. |
| WIG              | Kurzform von Wherigocaches |
| WP               | Wegpunkt (waypoint) |